# Бернхард II фон Ратцебург
Бернхард II фон Ратцебург (на немски: Bernhard II von Ratzeburg; † 1198, Ратцебург) от саксонската фамилия Бадвиди е граф на Ратцебург.

## Произход и наследство
Той е син и наследник на граф Бернхард I фон Ратцебург († 1195) и Маргарета фон Шлаве, дъщеря на херцог Ратибор I от Померания († 1156).
Бернхард II трябва да направи духовническа кариера и става каноник в Магдебург. След като двамата му по-големи братя Фолрад (ок. 1180) и Хайнрих (ок. 1190) падат убити, той наследява баща си.

## Фамилия
Бернхард II се жени за Аделхайд фон Васел (* ок. 1175; † 27 октомври 1244), дъщеря на граф Конрад II фон Васел и Аделхайд фон Локум-Халермунд, дъщеря на граф Вилбранд I от Графство Халермунд. Те имат един син:
- Бернхард III († 1199; с него измира бадвидската фамилия на графовете на Ратцебург)

Вдовицата му се омъжва ок. 1200 г. за граф Адолф I фон Дасел, който получава графството Ратцебург от херцог Бернхард от Саксония, но го загубва през май 1200 (или 1201) на крал Кнут VI от Дания, след загубената битка при Вашов и трябва да бяга.